# L'uomo e il diavolo
(Saint-Réal, incipit del film)
L'uomo e il diavolo (Le Rouge et le Noir) è un film del 1954 diretto da Claude Autant-Lara e tratto dal romanzo Il rosso e il nero di Stendhal.

## Trama
Francia, epoca della Restaurazione. Prima di entrare in seminario il giovane Julien Sorel viene introdotto dall'abate Chélan in casa del marchese de Renal in qualità di precettore. Qui conosce Luise, moglie del marchese, con la quale instaura un rapporto amoroso consumato ogni notte nella camera da letto di lei. La cameriera Elisa, innamorata di Julien ma non ricambiata, scopre la relazione tra i due e invia al marchese una lettera anonima informandolo del fatto. Costretto ad andare via di casa, Chélan lo affida all'abate Pirard, il quale dopo averlo tenuto sotto il suo controllo in seminario lo conduce a Parigi, collocandolo come segretario in casa del marchese de la Môle. Qui sboccia un secondo amore nei riguardi della bella Mathilde, figlia del marchese, il quale ne è all'oscuro; finché non giunge una lettera di Luise. Il marchese, decisamente contrario all'unione dei due, fa nascere in Julien un sentimento d'odio nei confronti di Luise. Deciso a vendicarsi le spara alle spalle, ferendola. A causa del gesto il tribunale sancisce la sua condanna a morte tramite ghigliottina. Pentita del suo gesto, Luise va a trovarlo in prigione per chiedere il suo perdono.

## Edizione italiana e censura
Avendo il film una durata di oltre tre ore, l'edizione italiana venne accorciata di un'ora esatta. Oltre alla consuetudine dell'epoca nel favorire i noleggiatori facendo molto raramente superare alle pellicole le due ore di durata per permettere un maggior numero di proiezioni, vi furono anche dei tagli per volere della censura.
Lo stesso Autant-Lara lanciò un appello sulle pagine di Cinema Nuovo contro i pesanti tagli effettuati:
(Claude Autant-Lara)
Di seguito i tagli e le modifiche effettuati su volontà della censura:
- Modifica della battuta "non sembra destinato ad essere vescovo tra qualche anno".
- Eliminazione della parola "pretonzolo" (nel colloquio tra Mathilde e il fratello) alludendo a Julian.
- Eliminazione della battuta di Julien: "Voglio la moglie, prima".
- Eliminazione della scena in cui si vede Julien a letto con Luise mentre il marito bussa alla porta.
- Eliminazione del "racconto" successivo di Luise da "Che ho fatto..." fino alla battuta di Julien "Così mi è sembrato...".
- Eliminazione dei fotogrammi in cui Julien insinua la mano nel petto di Luise.
- Eliminazione della battuta di Julien: "Mi avevano detto che sarei stato circondato di spionaggi e tradimenti di ogni sorta".
- Modifica della battuta dell'abate Pirard: "Lo sarai sempre" in "No, assolutamente".
- Eliminazione della parola "ecclesiastico" dalla battuta "troppo elegante per un ecclesiastico".
- Accorciamento della scena tra Julien e Mathilde nella camera della ragazza ed eliminazione di ogni accenno alla Santa Messa.
- Eliminazione della battuta di Matilde "Il disonore è un'arma molto forte in mano di una figlia".
- Eliminazione della scena in cui il prete detta la lettera a Luise.
- Modifica della battuta finale "Né Dio né gli uomini possono farci niente".

Venne inoltre vietata la visione ai minori di 16 anni.

## Critica
(Leo Pestelli su La Stampa del 13 ottobre 1955)
(Giusto Vittorini su Cinema numero 142, ottobre 1954)